# Kitty Garman
Kathleen Eleonora "Kitty" Garman , más tarde Kitty Epstein y Kitty Godley (27 de agosto de 1926 - 11 de enero de 2011), fue una artista y musa británica. Fue modelo para su padre Jacob Epstein , su primer marido Lucian Freud (incluido Retrato de Kitty ) y Andrew Tift . En 2004 tuvo su propia muestra en The New Art Gallery Walsall .